# 八丈折顎蟹
八丈折顎蟹（学名：Ptychognathus hachijyoensis）为方蟹科折顎蟹屬下的一个种。